# Candoshi
Le candoshi est une langue amérindienne isolée parlée en Amazonie péruvienne, dans le département de Loreto.

## Classification
Le candoshi est une langue isolée. Il semble, en réalité, être le dernier survivant d'une famille de langues qui comprenait également le chirino et peut-être le rabona.